# 1-Eicosanol
1-Eicosanol oder Arachidylalkohol ist eine chemische Verbindung aus der Gruppe der Fettalkohole. Es ist ein langkettiger, gesättigter, primärer Fettalkohol der löslich in Aceton und Benzol ist.

## Vorkommen
1-Eicosanol kommt in Olivenöl vor.

## Gewinnung und Darstellung
1-Eicosanol kann durch Ziegler-Synthese (Trialkylaluminium-Prozess) gewonnen werden.
1-Eicosanol kann durch die Reduktion von Arachinsäure hergestellt werden.

## Eigenschaften
1-Eicosanol ist ein weißer Feststoff, der praktisch unlöslich in Wasser ist.

## Verwendung
1-Eicosanol wird bei Aerosolnachweisverfahren durch Gradienten-HPLC für den Nachweis von verschiedenen Lipiden verwendet. Es dient auch als Schmierstoff und wird in Arzneistoffen und Kosmetika eingesetzt.